# Gascoyne
Gascoyne (anglicky Gascoyne River) je řeka v Západní Austrálii. Je dlouhá 780 km. Povodí má rozlohu přibližně 79 000 km².

## Průběh toku
Pramení v Západoautralské vysočině a poté jí protéká. Ústí pod zemí do zálivu Sharke v Indickém oceánu u přístavu Carnarvon.

## Vodní režim
Vodní stavy silně kolísají. V období sucha vysychá a od května do července dochází k velkým povodním. Průměrný roční průtok je 20 m³/s.